# Salix guebriantiana
Salix guebriantiana är en videväxtart som beskrevs av Camillo Karl Schneider. Salix guebriantiana ingår i släktet viden, och familjen videväxter. Inga underarter finns listade i Catalogue of Life.